# Polygala bonariensis
Polygala bonariensis là một loài thực vật có hoa trong họ Polygalaceae. Loài này được Grondona miêu tả khoa học đầu tiên.